# Поповка (Белокуракинский район)
Поповка (укр. Попівка) — село, относится к Белокуракинскому району Луганской области Украины. Население по переписи 2001 года составляло 342 человека. Занимает площадь 0,833 км².

## Местный совет
92232, Луганська обл., Білокуракинський р-н, с. Курячівка  (укр.)

## Известные уроженцы
- Бова, Ефим Ермолаевич — Герой Советского Союза.